# Clima de montaña

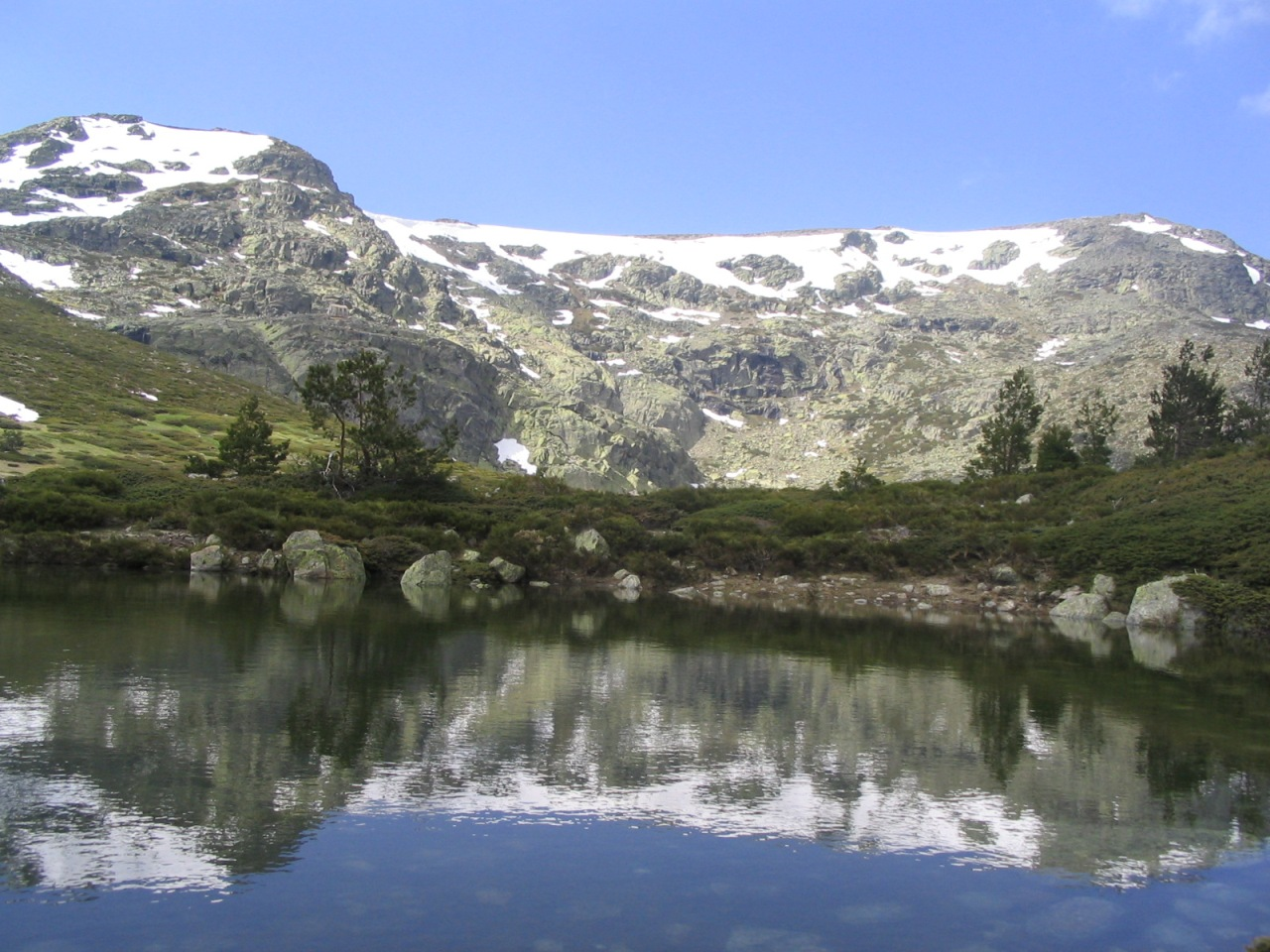
Circo y cima de Peñalara, a una altitud de más de 2000 (Sierra de Guadarrama, España).

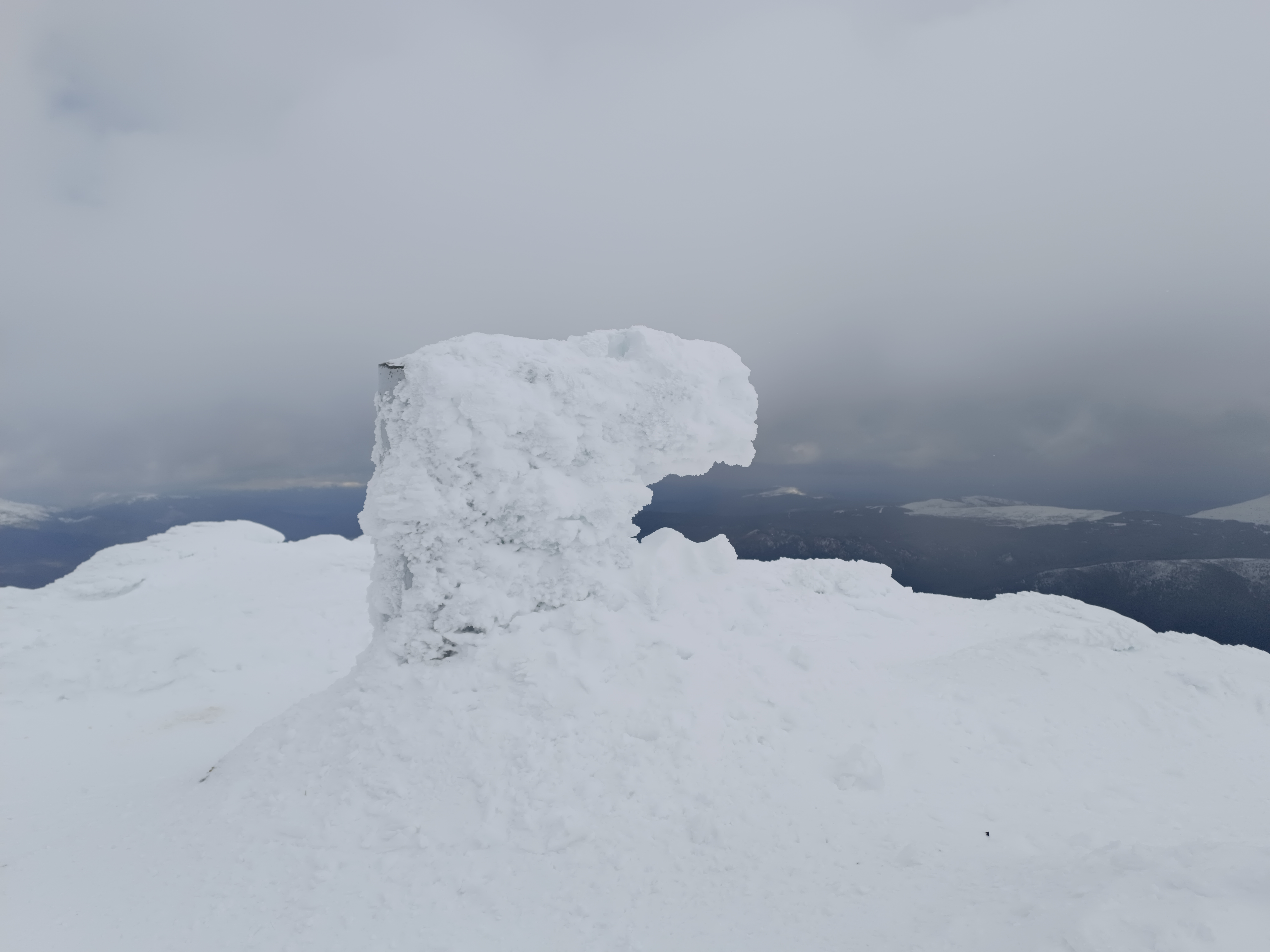
Vértice geodésico de la cima de Peñalara, en invierno. Altitud: 2428 m s. n. m.

El clima de montaña es propio de las zonas en donde la altitud genera una diferencia con el clima de tierras bajas, con una disminución de la temperatura y presión proporcional a la altitud, y frecuentemente una diferencia en la dinámica de las precipitaciones. La temperatura disminuye aproximadamente de 0,6 a 1 °C cada 100 metros; además, a mayor altitud habrá mayor oscilación térmica diaria debido a la menor densidad del aire y al poco efecto invernadero.
De la misma manera en que existe gran variedad de climas de tierras bajas, el clima de montaña es bastante complejo; y mientras menor sea la latitud, mayor será el número de pisos altitudinales. Además, dentro de una misma altitud, hay factores que pueden determinar varios climas, como la orientación de ladera respecto al sol (solana y umbría) o respecto al viento (sotavento y barlovento).
Las montañas tienden a tener condiciones climáticas diferentes del clima zonal donde se encuentran, debido a un descenso de la temperatura con la altura sea de la latitud que sea. El gradiente térmico negativo de 0,5-1 °C cada 100 m supone un descenso de la humedad relativa del aire y la presencia de lluvias orográficas abundantes en la vertiente de barlovento; y menores en la vertiente de sotavento. La orientación con respecto a los vientos dominantes y el sol es de transcendencia vital (ver efecto foehn).
También reciben una mayor insolación y un régimen de vientos específico, creando un tipoclima diferenciado. Sin embargo, los centros de acción, las masas de aire y los frentes que le afectan son los mismos que en el clima zonal.
Algunos lugares que presentan estas características pueden ser englobados dentro de otras categorías, generalmente en climas templados como el oceánico, como en la clasificación climática de Köppen, debido a que el clima de montaña supone una modificación de las condiciones climáticas como la temperatura debido a la altitud, tanto en zonas templadas como en tropicales.
En la península ibérica es propio de los Pirineos, sistema Central, las cordilleras béticas, la cordillera Cantábrica y los montes de León. En América en los Andes y las sierras mexicanas.

## Altitud
No hay uniformidad de criterios para determinar un clima de montaña debido a que a diferentes alturas se perciben determinadas características. Puede considerarse a partir de 1500 metros de altura, sin embargo, de acuerdo con la formación de zonas ecológicas, se considera aproximadamente a partir de 1000 metros para los sistemas tropicales de montaña, 800 m para los templados y 600 m para los boreales.

### Enfriamiento con la altitud
El clima de montaña se caracteriza por una menor temperatura conforme aumenta la altitud; esta característica se debe a la tasa adiabática del aire, que tiende a expandirse y disminuir su temperatura a altitudes elevadas. Esta tasa de enfriamiento se desglosa en:
1. La relación ambiente de la atmósfera, que es el proporción a la que el aire se enfría a medida que se gana altitud.
2. La tasa seca adiabática, es de unos -10° por cada 1000 metros de subida.
3. La tasa húmeda adiabática, es de unos -6° por cada 1000 metros de subida.

La primera relación se usa para describir la temperatura del aire circundante a través del cual está pasando el aire ascendente. La segunda y tercera proporción son las referencias para una masa de aire que está ascendiendo en la atmósfera. La tasa seca adiabática se aplica a aire que está por debajo del punto de rocío, por ejemplo si no está saturado de vapor de agua, mientras que la tasa húmeda adiabática se aplica a aire que ha alcanzado su punto de rocío. El enfriamiento adiabático es una causa común de la formación de nubes.

## Clima de montaña en zonas templadas

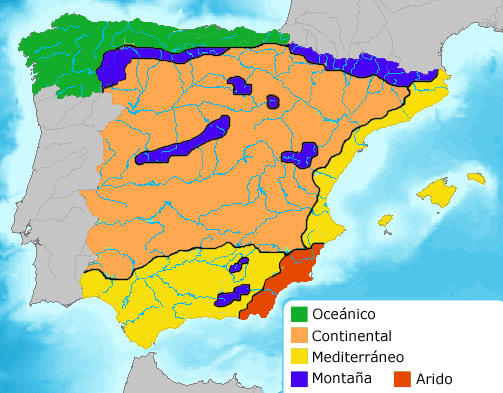
Mapa climático de España, como ejemplo en la delimitación de un clima de montaña.

Se caracteriza por unos inviernos fríos y largos con temperaturas negativas, y veranos frescos y cortos. Tiene una oscilación térmica de 10,5 °C. Las precipitaciones son muy escasas, en forma de lluvia en primavera y verano, de nieve en invierno y otoño en zonas templadas. Es una variante del clima frío parecido a la tundra, aunque más suave.

### Cliserie

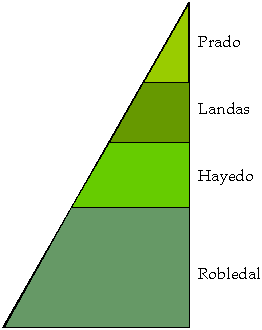
Cliserie presente en la cordillera Cantábrica.

El efecto que estas diferencias de temperatura y humedad tiene en la distribución altitudinal de la vegetación es trascendental. En la cliserie se suelen diferenciar cuatro pisos: basal, montano, subalpino y alpino, situados a diferentes alturas y con diferentes espesores según las distintas montañas y orientaciones. En realidad la cliserie es la sustitución de una comunidad de plantas por otra debido a un cambio en las condiciones del clima. Se puede producir en un mismo lugar a lo largo del tiempo, o por los cambios que introduce en el clima la altitud de una montaña. Antiguamente se decía climaserie. La temperatura es de 10 a 25 °C.
El clima de montaña tiene una especial importancia en Europa. Aunque no tiene montañas muy altas, sí son montañas muy humanizadas y de gran importancia económica y ecológica. En una montaña mediterránea, por ejemplo, podemos encontrar en la cliserie: bosque mediterráneo, en el piso basal; robledal, en el piso montano; bosque de frondosas en el piso subalpino; y coníferas y pradera alpina en el piso alpino.
Este hecho hizo creer a muchos geógrafos y naturalistas que el clima observable en altura, en una montaña cualquiera, era reflejo local de la variedad climática latitudinal. Sin embargo, esto no es cierto. Hay que tener en cuenta que los procesos morfogenéticos de unos pisos interfieren en los otros, sobre todo en los inferiores, pudiendo borrar las huellas de esta gradación. Lo que sí parece observarse es que el descenso de temperatura y el aumento de la humedad con la altura, provoca una cliserie en la que están representadas progresivamente las especies menos termófilas y con mayores exigencias de agua que permite la biocenosis zonal en la que se encuentra enclavada la montaña. Pero también las especies adaptadas a los peores suelos, ya que la pendiente genera fenómenos de migración de los coloides, empobreciendo los suelos en altura.

## Clima de montaña en zonas tropicales
El verano suele ser más lluvioso por influencia monzónica. Los pisos altitudinales menores pueden ser nubosos y los más altos de baja humedad atmosférica. La altura máxima es mayor que en otras latitudes, pudiendo ser habitable hasta cerca de los 4000 o 5000 metros  sobre el nivel del mar. Se caracteriza por una corta oscilación térmica anual, por esto, la temperatura media anual es una medida climática considerada más importante que las medias mínimas o máximas, y por la misma razón no existen climas continentales en la zona intertropical. 

### Pisos altitudinales

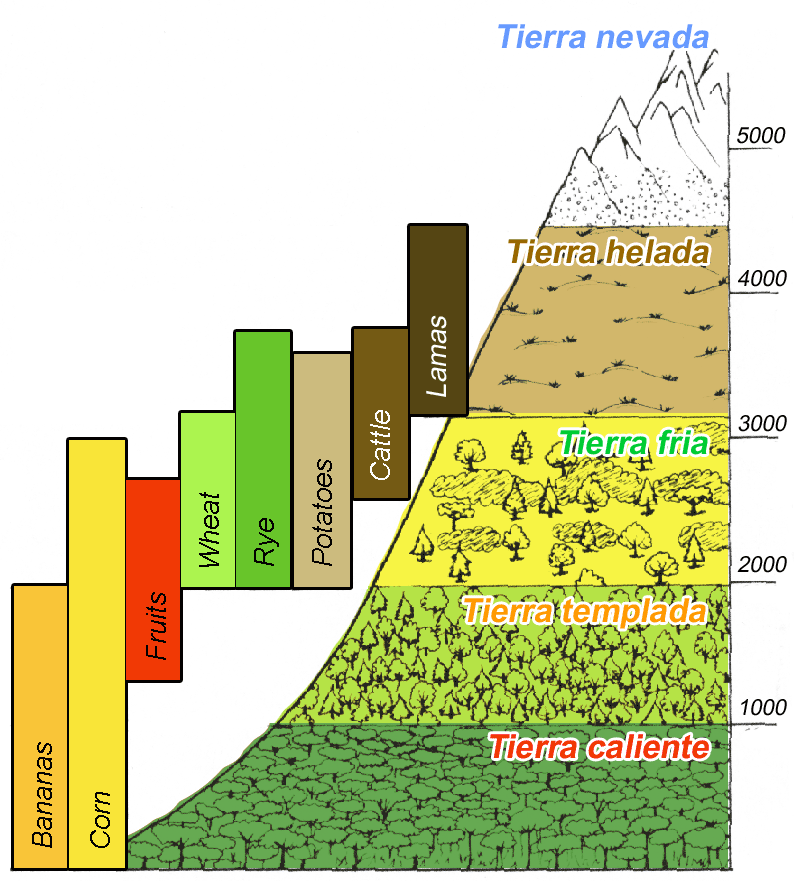
Pisos térmicos de los Andes basado en las teorías de A. von Humboldt.

La progresión de la altitud relativa en la zona intertropical da origen a una disminución considerable de la temperatura, aproximadamente, 1 °C por cada 180 m de altura (gradiente térmico). No hay uniformidad de criterios en definir estos pisos, ya que pueden definirse sobre la base de la altitud o de la temperatura. En general se reconocen los siguientes:
- Tropical (tierras bajas): aproximadamente hasta 900 m s. n. m. (metros sobre el nivel del mar) o sobre los 24 °C de temperatura media anual.
- Subtropical: hasta 1700 m. y entre 18 y 24 °C.
- Templado: hasta 2500 m. y entre 14 y 18 °C.
- Frío: hasta 3400 m. y entre 8 y 14 °C.
- Frígido, páramo o puna (tundra alpina): hasta 4800 m. y entre 0 y 8 °C.
- Nival o gélido: por debajo de los 0 °C.

## Tipos de climas de montaña
Tomando en cuenta la clasificación climática de Köppen y Geiger, se observa los siguientes tipos de clima de montaña:

### Climas secos de montaña
- Clima árido de montaña (BWk): Clima de gran sequedad atmosférica y amplia oscilación diurna de la temperatura; que incluye desiertos fríos como el desierto de Gobi (Asia) a unos 1500 m promedio y el altiplano de la Puna de Atacama (Sudamérica) a 4500 m. También incluye el desierto templado como se ve por ejemplo en la ciudad de Arequipa (Perú) a 2335 m.

- Clima semiárido de montaña (BSk): Se encuentra por ejemplo en mesetas de EE. UU., sierras de Bolivia y en la meseta tibetana. Ejemplo: ciudad de Oruro (Bolivia) a 3735 metros de altura y 382 mm de precipitación media anual.

### Climas templados de montaña
- Clima templado húmedo de montaña (Cfbi): Clima similar al oceánico pero que a diferencia de este, no tiene influencia marítima sino influencia del clima tropical húmedo. Son regiones de selva montana en los Andes, planalto de araucarias brasileño, sierras del África tropical y en la Cordillera Central (Nueva Guinea). Ejemplo: ciudad de Mérida (Venezuela) a 1700 m.

- Clima tropical de altitud (Cwa): Es un clima subtropical monzónico. Se presenta en zonas de poca altitud de Brasil, en los bosques de las yungas boliviano-argentinas, en el sistema Sierra Madre de México , bosques altos de América Central y en bosques monzónicos al sur del sistema de los Himalayas. Ejemplo: Katmandú (Nepal) a 1400 m. y Guadalajara (México) a 1566 m.

- Clima templado subhúmedo (Cwb, Cwc): Clima exclusivamente de altitud bastante extendido en cordilleras y mesetas de las regiones tropicales y subtropicales de América, África y Asia. Es un clima subhúmedo de verano lluvioso e invierno seco por influencia monzónica. Ejemplo: Ciudad de México a 2240 m., La Paz a 3625 m y Cusco a 3400 m.

- Clima ecuatorial de montaña (Csbi): Clima subhúmedo de sabana arbolada en los Andes de Colombia, Ecuador y sierras del África tropical. Ejemplo: Manizales (Colombia) a 2200 m y Quito a 2850 m. de altitud.

- Clima mediterráneo de montaña (Csa, Csb, Csc): Pequeñas áreas de poca altitud relacionadas con el bosque y matorral mediterráneo. Se incluye gran parte del clima mediterráneo continentalizado. Ejemplo: Ifrane (Marruecos) a 1713 m.

### Climas continentales de montaña

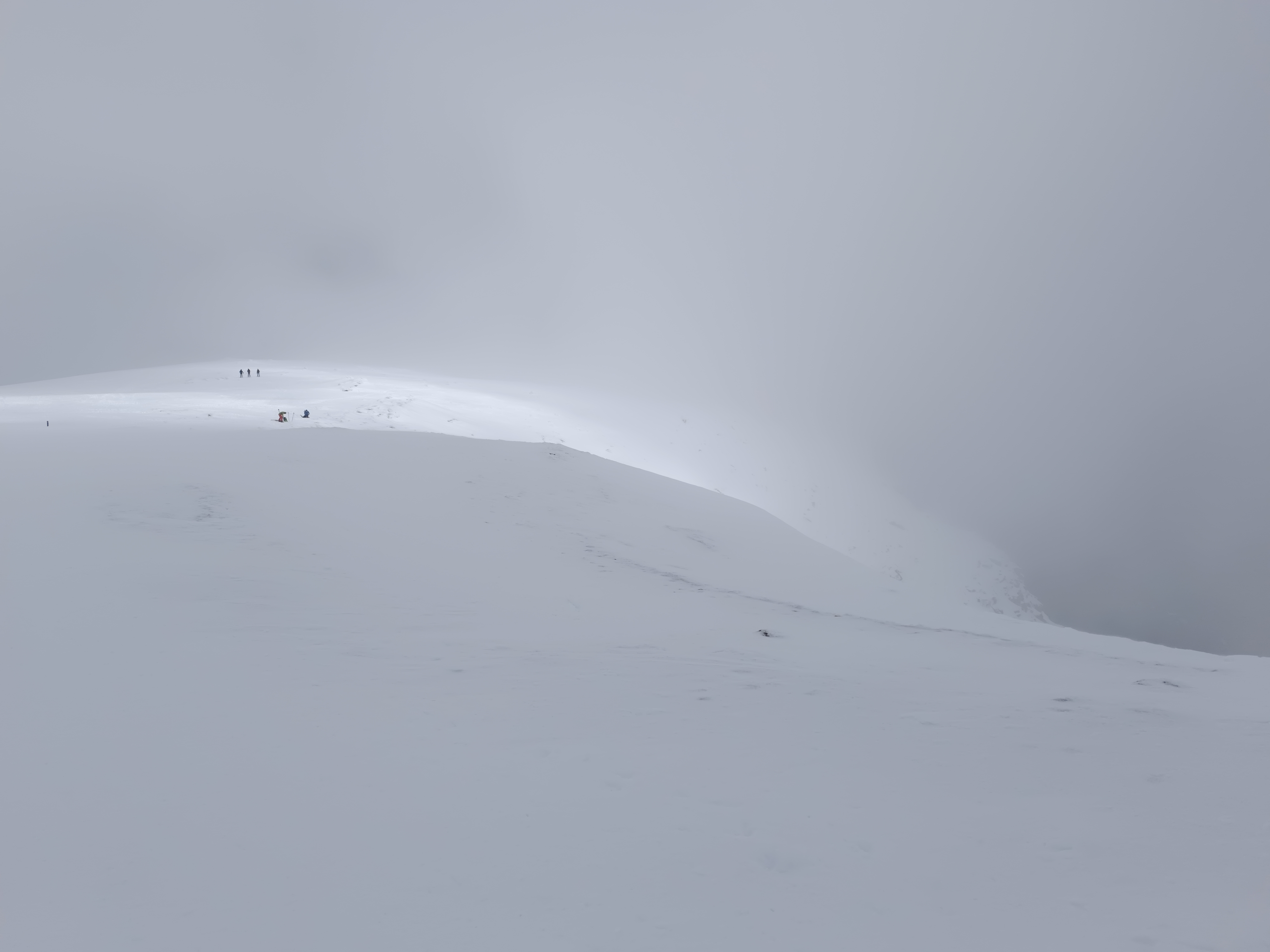
Macizo de Peñalara en invierno.

- Clima continental húmedo de montaña (Dfa, Dfb, Dfc): Situado en latitudes medias en cordilleras mayores como las Montañas Rocosas, Cadena costera del Pacífico, Pirineos, Montañas del Cáucaso, cordillera de Tian Shan (Asia central) y varias cordilleras menores como los Apalaches, Apeninos y montes del Japón. Ejemplo: ciudad Erzurum (Turquía) a 2050 m.

- Clima continental mediterráneo (Dsa, Dsb, Dsc): Es un clima continental húmedo de altitud relacionado e influenciado por las áreas de clima mediterráneo. Se presenta en zonas altas de latitud media/mediterránea como la Cordillera de las Cascadas, Meseta del Columbia, Sierra Nevada (Estados Unidos), Andes australes, parte de la Meseta Central de España, sierras de Turquía, montes Zagros (Irán) y cordillera del Hindú Kush. Ejemplos de pueblos de clima Dsb: Başkalecik (Turquía)  a 1620 m. y Arajt (Afganistán) a 3100 m.

- Clima continental monzónico de altitud (Dwa, Dwb, Dwc): Situado en las latitudes medias del Extremo Oriente, donde las tierras altas tienen influencia del clima manchuriano de tierras bajas. Ejemplos: Samjiyon (Corea del Norte) a 1381 m y Shigatse (Tíbet-China) a 3800 m.

### Clima subalpino
El clima subalpino es un clima de montaña frío intermedio entre el templado y el alpino. Son de varios subtipos, como Dfc, Dwc, Dsc, Cfc y Csc. El más extendido es el siguiente:
- Clima subalpino húmedo (Dfc): Es un clima continental húmedo y subpolar usualmente asociado con el clima Dfb, por lo que también se extiende por las mencionadas cordilleras mayores de Norteamérica y Eurasia de latitudes medias, a las que habría que incluir a  los Alpes, Cárpatos y Alpes del Sur (Nueva Zelanda). Ejemplo: pueblo Alma (Colorado-EE. UU.) a 3158 m y la ciudad Pas de la Casa (Andorra) a 1757 m.

### Climas de alta montaña
Clasificado como H, corresponde al clima polar (E) situado en las regiones de alta montaña. Se caracteriza por situarse por sobre el límite del bosque, puede ser a su vez:
- Clima alpino (ET o ETH): Es el clima situado entre el límite del bosque y a la congelación de altura. Está bien extendido en las zonas altas del mundo. El frío de montaña no permite el crecimiento de árboles y la temperatura media mensual no excede los 10 °C. La altitud es muy variable, el clima alpino subpolar puede aparecer a los 650 metros y latitud 68°N en Suecia; mientras que el clima alpino intertropical puede estar a partir de los 3950 m. y latitud 3°S en el Kilimanjaro (África).[4] Si además es alpino seco, puede clasificarse como EB. Ejemplo de clima ETH: Ciudad de Cerro de Pasco (Perú) a 4330 m s. n. m.

- Clima nival (EF o EFH): Es el clima gélido o glacial de alta montaña, propio de los nevados y glaciares. Es inhóspito para la vida en general, con pocas actividades humanas como el alpinismo. No hay poblaciones humanas permanentes, solo bases científicas como la base del polo sur Amundsen-Scott en la meseta Antártica a 2835 m s. n. m. y -49.5 °C de temperarura media.